# 普列卡維察

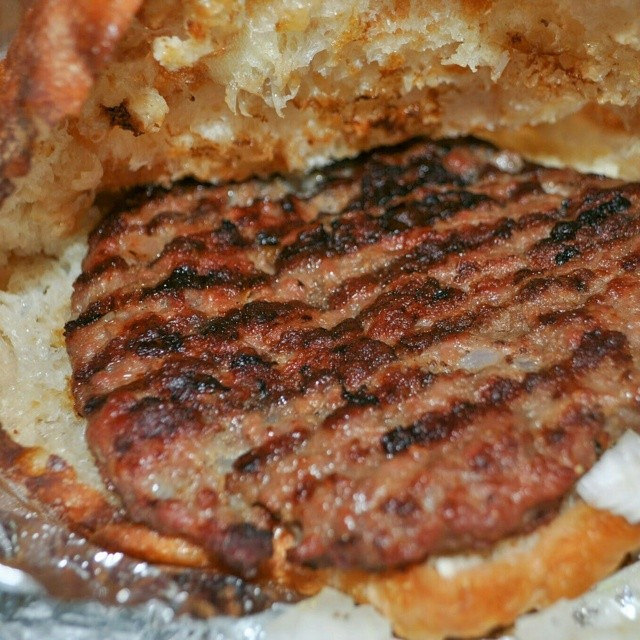
普列卡維察

普列卡維察 是一種流行在巴爾幹地區的菜餚，為由各種不同類型肉餡製成的肉餅。
普列卡維察是塞爾維亞的國菜，在波赫、克羅埃西亞、蒙特內哥羅、馬其頓也很流行，並且在羅馬尼亞、斯洛維尼亞、保加利亞也能發現。現在普列卡維察正普及至歐洲其他地區。